# 科德龍
參數所指定的目標頁面不存在，建議更正成存在頁面或直接建立下列一個頁面（建立前請先搜尋是否有合適的存在頁面可以取代）：
- 科德龍兄弟

科德龍飛機集團（法語：Société des avions Caudron）是法國的一家航空器製造公司，由加斯東·科德龍和勒內·科德龍兩兄弟在1909年創立；1933年被雷諾收購，1946年被國有化並劃歸國營北方航空製造集團。

## 歷史

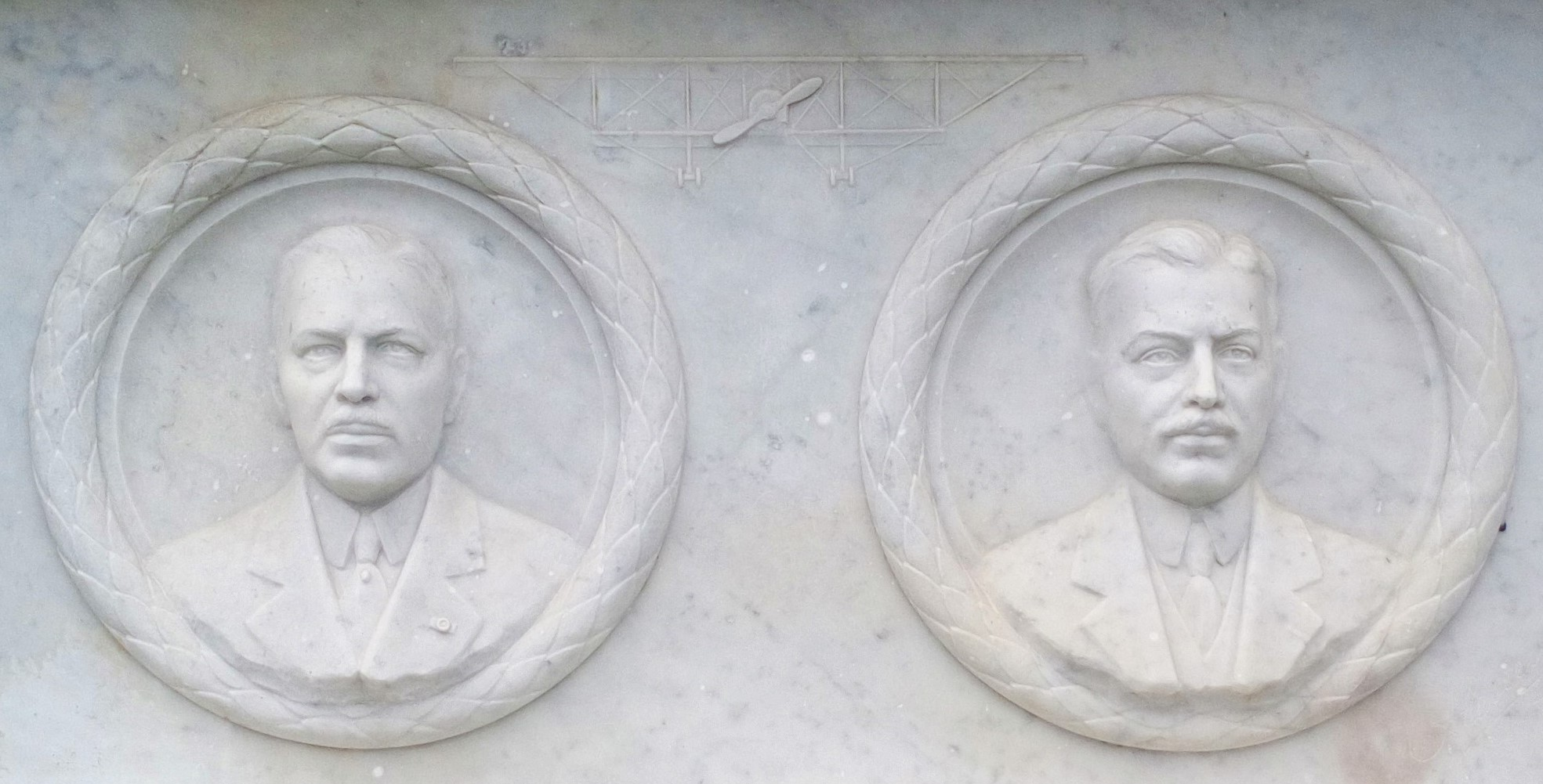
科德龍兄弟頭像浮雕。

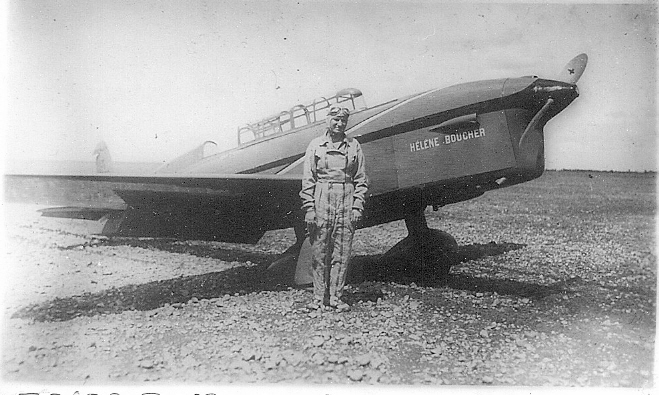
埃莱娜·布歇和她的科德龍科德龍C.430飛機飛機。

科德龍飛機集團由加斯東·科德龍和勒內·科德龍兩兄弟在1909年創立。
1914年一戰爆發後，由加斯東親自研發的科德龍G.3雙翼機開始列裝法國陸軍航空兵偵察隊。此後科德龍兄弟在G.3的基礎上研發出雙引擎的G.4和具有流線型機身的G.6。1915年12月，加斯東在試飛雙翼雙發三座飛機R.4時，飛機在空中解體，加斯東不幸罹難，但R.4還是在1916年列裝法軍，每架R.4配裝兩門機槍。後來推出的R.11雙翼雙發三座飛機針對R.4的许多缺陷作出了改進。
一戰結束後，科德龍集團与当时許多飞机制造商一样，開始進軍民用航空。1920年，科德龍集團聘請阿德里安娜·博朗为试飞员。1921年4月，博朗驾驶G.3飞越安第斯山脉。另一名飛行員瑪麗斯·巴斯蒂耶也打算購買一架配備薩爾牟遜引擎的科德龍C.109。由於巴斯蒂耶本人缺錢，因此同為飛行員的莫里斯·德鲁安帮助她融资。1928年7月13日，德魯安聘任巴斯蒂耶為首席飛行員。隨後，巴斯蒂耶駕駛C.109從巴黎直飛到德國雷加河畔特雷普托夫（今波蘭切比亞圖夫），以1058公里的航程創下當時女子飛行距離最長的紀錄。
1930年，科德龍集團請人在伊夫林省建造了吉揚庫爾機場。
1933年7月，科德龍集團被路易·雷諾收購。雷諾特意組建了名為「科德龍-雷諾」的子公司，專門負責製造輕型飛機，並接受雷諾金主弗朗索瓦·勒伊德的資助。1934年6月，弗朗索瓦·勒伊德邀請試飛員埃莱娜·布歇加盟科德龍-雷諾公司，為此不僅開出了誘人的薪水，甚至給予布歇極大的飛行自主權。然而，集團的组织仍然存在缺陷，生产分散在布洛涅-比扬古的雷诺工厂和伊西莱穆利诺的科德龍工厂。這種狀況在1937年得到改善：雷諾航空發動機公司專門負責生產發動機，科德龍則負責最後總裝。
1937年法國向納粹德國投降後，科德龍集團開始為德軍製造包括訓練機和運輸機在內的自家飛機，同時也為梅塞施密特代工Bf 108教練機和機身。1942年，威利·梅塞施密特曾請求科德龍代工Me 164運輸機，但由於Me 164和科德龍代工的另一款運輸機Si 204構成直接競爭，因此最後未能成事。
1944年法國解放後，路易·雷諾因與納粹合作而被逮捕，後來等不到上庭受審前就在獄中病亡。雷諾旗下的工廠全部被法國臨時政府在1945年1月收歸國有：雷諾航空發動機公司劃歸國家航空發動機設計製造公司（今屬賽峰集團），而科德龍則被劃歸國營北方航空製造集團（今屬空中客车集团）。